# 石川忠司
石川 忠司（いしかわ ただし、1963年2月20日 - ）は、日本の文芸評論家、東北芸術工科大学芸術学部文芸学科教授。
東京都生まれ。立教大学文学部独文学科卒。埼玉大学大学院文化科学研究科修士課程中退。1989年「修行者の言語-中原中也試論」が群像新人文学賞の優秀作に選ばれる。2011年から東北芸術工科大学に新設された文芸学科教授。

## 著書
- 『現代思想パンク仕様』中央公論社 1997
  - 改題『極太!!思想家列伝』ちくま文庫 2006
- 『文学再生計画』神山修一共著 河出書房新社 2000
- 『孔子の哲学 「仁」とは何か』河出書房新社（シリーズ・道徳の系譜）2003
- 『現代小説のレッスン』講談社現代新書 2005
- 『衆生の倫理』ちくま新書 2008
- 『新・龍馬論 維新と近代とリアリズム』原書房、2010

- 『吉田松陰 天皇の原像』幻冬舎、2016

## 注
1. ↑  学位は「文学士」なので修士課程を修了していない。